# Lista de pinturas de François Clouet

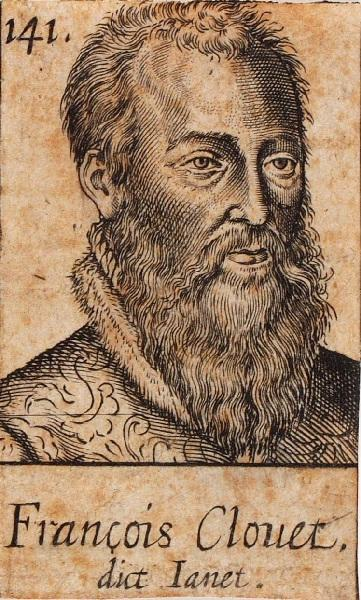
Retrato de François Clouet (1510 - 1572), gravura de Léonard Gaultier (1561–1641).

Esta é uma lista de pinturas de François Clouet, retratista, desenhista e miniaturista flamengo.
François Clouet nasceu em 1515 em Tours e veio a falecer em 1572 em Paris. O artista renascentista francês imortalizou em seus retratos personalidades da corte Casa de Valois.
Era filho do também pintor Jean (Janet) Clouet, François utilizou o nome de seu pai, Janet, em muitos trabalhos circunstância que criou uma persistente confusão entre os trabalhos desses dois artistas.
François trabalhou no atelier de Jean Clouet e substituiu o pai em 1540 como pintor oficial de Francisco I, servindo também a Henrique II , Francisco II e Carlos IX. Ele liderou um grande atelier no qual miniaturistas, designers e decoradores realizavam seus projetos.
Além de fazer retratos, ele pintou temas de gênero , incluindo figuras nuas e cenas teatrais. Ele também supervisionou a decoração para as cerimônias fúnebres e para as entradas triunfais dos reis franceses.

## desenho
| Imagem | Título                                         | Data           | Coleção                     | Localização    | Gênero  | Descrito em |
| ------ | ---------------------------------------------- | -------------- | --------------------------- | -------------- | ------- | ----------- |
|        | Mary, Queen of Scots                           | 1549           | Yale University Art Gallery |                |         |             |
|        | Frederic of Foix, Count of Candale and Astarac | 1550           | Museu Condé                 | Museu Condé    | retrato |             |
|        | Portrait of Charles IX                         | década de 1560 | Museu Hermitage             |                |         |             |
|        | Portrait of a Lady                             |                | Dumbarton Oaks              | Dumbarton Oaks |         |             |

## manuscrito iluminado
| Imagem | Título                             | Data | Coleção                                                        | Localização                                                    | Gênero | Descrito em |
| ------ | ---------------------------------- | ---- | -------------------------------------------------------------- | -------------------------------------------------------------- | ------ | ----------- |
|        | Commentaires de la guerre gallique | 1519 | Biblioteca Nacional da França Biblioteca Britânica Museu Condé | Biblioteca Britânica Biblioteca Nacional da França Museu Condé |        |             |

## pintura
| Imagem | Título                                                                                   | Data           | Coleção                                                                              | Localização                                       | Gênero                                | Descrito em |
| ------ | ---------------------------------------------------------------------------------------- | -------------- | ------------------------------------------------------------------------------------ | ------------------------------------------------- | ------------------------------------- | ----------- |
|        | Woman with a yellow carnation                                                            | século XVI     | Museu do Prado                                                                       | Museu do Prado                                    |                                       |             |
|        | Portrait équestre de François Ier                                                        | 1540           | Departamento de Artes Gráficas do Museu do Louvre Departamento de Pinturas do Louvre | Réserve des miniatures                            | retrato equestre pintura em miniatura |             |
|        | Guy XVII, Comte de Laval                                                                 | 1540           | Timken Museum of Art                                                                 | Timken Museum of Art                              | retrato                               |             |
|        | Portrait équestre de François Ier                                                        | 1540           | Galeria Uffizi Galleria degli Uffizi                                                 | Galeria Uffizi                                    | retrato equestre                      |             |
|        | Equestrian portrait of Dauphin Henry II                                                  | 1543           | Menil Collection                                                                     | Menil Collection                                  | retrato                               |             |
|        | Portrait of a Man                                                                        | 1543           | National Gallery                                                                     | National Gallery                                  | retrato                               |             |
|        | Portrait of Henry II                                                                     | 1547           | Galeria Palatina                                                                     | Galeria Palatina                                  | retrato                               |             |
|        | Odet de coligny, cardinal de chatillon                                                   | 1548           | Museu Condé                                                                          | Museu Condé                                       | retrato                               |             |
|        | Portrait of Madame de Piennes                                                            | século XVI     |                                                                                      |                                                   | retrato                               |             |
|        | Louise de Lorraine                                                                       | século XVI     | Museu de Belas-Artes de Houston                                                      | Museu de Belas-Artes de Houston                   | retrato                               |             |
|        | Charles IX, roi de France                                                                | século XVI     | Museu Condé                                                                          | Museu Condé                                       | retrato                               |             |
|        | Portrait of Admiral Gaspard II de Coligny                                                | século XVI     | Museu de Arte de Saint Louis                                                         | Museu de Arte de Saint Louis                      | retrato                               |             |
|        | Elisabeth of Austria                                                                     | século XVI     | Departamento de Pinturas do Louvre                                                   | salle 822                                         | retrato                               |             |
|        | François Hercule de France                                                               | século XVI     | Departamento de Pinturas do Louvre                                                   | salle 822                                         | retrato                               |             |
|        | Portrait of a Lady                                                                       | século XVI     | Museu Städel                                                                         | Museu Städel                                      | retrato                               |             |
|        | Porträt der Catherine de' Medici (1519-1589)                                             | 1555           | Victoria and Albert Museum                                                           | Victoria and Albert Museum                        |                                       |             |
|        | François de Lorraine, duc de Guise                                                       | década de 1550 | Departamento de Pinturas do Louvre                                                   | Louvre storage (depot)                            | retrato                               |             |
|        | Portrait of Diane of France, Daughter of King Henri II                                   | 1555           | Krannert Art Museum                                                                  | Krannert Art Museum                               | retrato                               |             |
|        | Retrato de um homem                                                                      | década de 1550 | Museu Czartoryski Museu Nacional de Cracóvia Munich Central Collecting Point         | Museu Czartoryski Munich Central Collecting Point | retrato                               |             |
|        | François de Lorraine (1519–1563), duc de Guise                                           | 1555           | Waddesdon Manor                                                                      | Waddesdon Manor                                   | retrato                               |             |
|        | Antoine de Bourbon, father of Henri IV, king of France                                   | 1557           | Castelo de Pau                                                                       | Castelo de Pau                                    |                                       |             |
|        | The Bath of Diana                                                                        | década de 1550 | Museu de Belas Artes de Ruão                                                         | Museu de Belas Artes de Ruão                      | pintura mitológica nu artístico       |             |
|        | Mary, Queen of Scots (1542-87)                                                           | 1558           | Royal Collection                                                                     | Royal Collection                                  | retrato                               |             |
|        | O Banho de Diana                                                                         | 1559           | Museu de Arte de São Paulo                                                           | Museu de Arte de São Paulo                        | pintura mitológica nu artístico       |             |
|        | Mary, Queen of Scots (1542-87)                                                           | século XVI     | Royal Collection                                                                     | Royal Collection                                  | retrato                               |             |
|        | Henri II                                                                                 | 1559           | Departamento de Pinturas do Louvre                                                   | Louvre storage (depot)                            | retrato                               |             |
|        | Elizabeth of Valois                                                                      | 1559           | Museu de Arte de Toledo                                                              | Museu de Arte de Toledo                           | retrato                               |             |
|        | Mary, Queen of Scots (1542-1587)                                                         | 1559           | Victoria and Albert Museum                                                           | Victoria and Albert Museum                        | retrato                               |             |
|        | Marguerite of Valois                                                                     | 1560           | Museu Condé                                                                          | Museu Condé                                       | retrato                               |             |
|        | Mary, Queen of Scots                                                                     | 1560           | Coleção Wallace                                                                      | Coleção Wallace                                   | retrato                               |             |
|        | Marie de Gaignon, dame de Saint-Bohaire                                                  | 1560           | Departamento de Pinturas do Louvre                                                   | Louvre storage (depot)                            | retrato                               |             |
|        | Portrait of Hercule-François, Duke of Alençon and of Anjou (1555-1584)                   | 1561           | No/unknown value                                                                     |                                                   | retrato                               |             |
|        | Portrait de Hercule-François, duc d'Alençon                                              | 1561           | Museu Condé                                                                          | Museu Condé                                       | retrato                               |             |
|        | Mary, Queen of Scots                                                                     | 1561           | Galerias Nacionais da Escócia                                                        | Scottish National Portrait Gallery                | retrato                               |             |
|        | King Charles IX of France                                                                | 1561           | Museu de História da Arte em Viena                                                   | Museu de História da Arte em Viena                | retrato                               |             |
|        | Hercule-François, Duke of Alençon and of Anjou (1555-84)                                 | 1561           | Royal Collection                                                                     | Palácio de Holyrood                               | retrato                               |             |
|        | Pierre Quthe, Apothecary                                                                 | 1562           | Departamento de Pinturas do Louvre                                                   | Room 823                                          | retrato                               |             |
|        | Portrait of François de Lorraine                                                         | 1562           | No/unknown value                                                                     | No/unknown value                                  | retrato                               |             |
|        | Charles IX                                                                               | século XVI     | Departamento de Pinturas do Louvre Musée de la Légion d'honneur                      | Hôtel de Salm                                     | retrato                               |             |
|        | Claude de Beaune de Semblancay                                                           | 1563           | Departamento de Pinturas do Louvre                                                   | salle 822                                         | retrato                               |             |
|        | Portrait of Claudia de Valois (1547-1575)                                                | século XVI     | Coleções de Pinturas do Estado da Baviera                                            | Antiga Pinacoteca                                 | retrato                               |             |
|        | King François I, King of France (1494–1547) on Horseback                                 | século XVI     | National Trust                                                                       | Upton House                                       | retrato retrato equestre              |             |
|        | King Henri II, King of France (1519–1559) on Horseback                                   | século XVI     | National Trust                                                                       | Upton House                                       | arte animal retrato equestre          |             |
|        | Portrait de Catherine de Médicis                                                         | 1564           | Musée Pincé Museu de Belas Artes de Angers                                           | Museu de Belas Artes de Angers                    | retrato                               |             |
|        | Portrait de Charles IX enfant                                                            | 1564           | Museu de Belas Artes de Angers Musée Pincé                                           | Museu de Belas Artes de Angers                    | retrato                               |             |
|        | Portrait of King Charles IX of France                                                    | 1566           | Museu de História da Arte em Viena                                                   | Museu de História da Arte em Viena                | retrato                               |             |
|        | François de Scepeaux                                                                     | 1566           | Museu de História da França                                                          | Museu de História da França                       | retrato                               |             |
|        | Portrait of François de Scepeaux                                                         | 1566           | Indianapolis Museum of Art Clowes Collection                                         | Indianapolis Museum of Art                        | retrato                               |             |
|        | Portrait of a Lady                                                                       | século XVI     | Glasgow Museums Resource Centre                                                      | Glasgow Museums Resource Centre                   | retrato                               |             |
|        | Diane de France, duchesse d'Angoulème                                                    | 1568           | Departamento de Pinturas do Louvre                                                   | Louvre storage (depot)                            | retrato                               |             |
|        | Portrait of a Man, called the Duc d'Alençon                                              | 1569           | Galerias Nacionais da Escócia                                                        | Galeria Nacional da Escócia                       | retrato                               |             |
|        | Portrait of François de Coligny                                                          | 1569           | Dayton Art Institute                                                                 | Dayton Art Institute                              | retrato                               |             |
|        | Portrait of a Man (said to be the Duc d'Alençon)                                         | 1569           | Galeria Nacional da Escócia                                                          | Galeria Nacional da Escócia                       | retrato                               |             |
|        | The Love Letter                                                                          | 1570           | Museu Thyssen-Bornemisza                                                             | Museu Thyssen-Bornemisza                          |                                       |             |
|        | Sir William Kirkcaldy of Grange                                                          | 1570           | Galerias Nacionais da Escócia                                                        | Scottish National Portrait Gallery                | retrato                               |             |
|        | Portrait of Charles IX                                                                   | 1570           | Fundação Bemberg                                                                     | Fundação Bemberg                                  | retrato                               |             |
|        | Portrait of an unknown woman                                                             | década de 1570 | Museu Condé                                                                          | Museu Condé                                       | retrato                               |             |
|        | Portrait présumé de Marguerite de France (1553-1615)                                     | década de 1570 | Palácio Ducal                                                                        | Palácio Ducal                                     | retrato                               |             |
|        | Charles IX                                                                               | 1570           | Birmingham Museum of Art                                                             | Birmingham Museum of Art                          | retrato                               |             |
|        | Portret "Onbekende dame" op hout, uit de school van Francois Clouet, ca.1570             | 1570           | castle Huis Bergh                                                                    | castle Huis Bergh                                 |                                       |             |
|        | A Lady in Her Bath                                                                       | 1571           | Galeria Nacional de Arte Coleção Samuel H. Kress Coleção Cook                        | Galeria Nacional de Arte Doughty House            | retrato                               |             |
|        | Elisabeth of Austria, Queen of France                                                    | 1571           |                                                                                      |                                                   |                                       |             |
|        | Elisabeth of Austria, Queen of France                                                    | década de 1570 | Museu Condé                                                                          | Museu Condé                                       | retrato                               |             |
|        | Portret "Elisabeth van Habsburg" op hout, door een navolger van Francois Clouet, na 1571 | 1571           | castle Huis Bergh                                                                    | castle Huis Bergh                                 |                                       |             |
|        | Portrait of a Gentleman, duc d'Alençon                                                   | 1571           | Newport Restoration Foundation Rough Point                                           | Rough Point                                       | retrato                               |             |
|        | Portrait of Catherine de' Medici                                                         | 1580           | Museu de Arte Walters                                                                | Museu de Arte Walters                             | retrato                               |             |
|        | Portrait de femme                                                                        | 1587           | Museu de Belas Artes de Bordéus                                                      | Museu de Belas Artes de Bordéus                   | retrato                               |             |
|        | A Nobleman of the Valois Court                                                           | século XVI     | Detroit Institute of Arts                                                            | Detroit Institute of Arts                         | retrato                               |             |
|        | Henriette de Clèves (1542–1601), 4th Duchess of Nevers                                   | século XVI     | Government Art Collection                                                            | Lancaster House                                   | retrato                               |             |
|        | Charles IX                                                                               |                | Indianapolis Museum of Art                                                           | Indianapolis Museum of Art                        | retrato                               |             |
|        | Portrait of King Charles IX (1550-1574)                                                  |                | Museu de Belas Artes de Budapeste                                                    | Museu de Belas Artes de Budapeste                 | retrato                               |             |
|        | Portrait of the Duchesse d'Angouleme                                                     |                | No/unknown value                                                                     |                                                   | retrato                               |             |
|        | Diane de Poitiers (1499-1566), Duchess of Valentinois                                    |                | Sheffield Galleries and Museums Trust                                                | Sheffield Galleries and Museums Trust             | retrato                               |             |
|        | Female Portrait                                                                          |                | Bowes Museum                                                                         | Bowes Museum                                      | retrato                               |             |
|        | Portrait of a Lady in a Black Dress with Marie Stuart Coiffure                           |                | Bowes Museum                                                                         | Bowes Museum                                      | retrato                               |             |
|        | Portrait de Charles IX                                                                   |                | Musée de la Cour d'Or                                                                | Musée de la Cour d'Or                             | retrato                               |             |
|        | Heinrich II. von Frankreich (1519-1559)                                                  |                | Gemäldegalerie                                                                       | Gemäldegalerie                                    |                                       |             |
|        | Heinrich III. von Frankreich (1551-1589) als Herzog von Anjou                            |                | Gemäldegalerie                                                                       | Gemäldegalerie                                    |                                       |             |
|        | portrait (pretended Maria Stuart)                                                        |                | Munich Central Collecting Point                                                      | Munich Central Collecting Point                   |                                       |             |
|        | Portrait of the count de la Marque                                                       |                | Munich Central Collecting Point                                                      | Munich Central Collecting Point                   | retrato                               |             |
|        | Portrait of a lady                                                                       |                | Munich Central Collecting Point Hermann Göring Collection                            | Munich Central Collecting Point                   | retrato                               |             |
|        | Portrait d'une dame au bain                                                              |                | Musée des Arts Décoratifs                                                            | Musée des Arts Décoratifs                         |                                       |             |
|        | Hercule François de Valois-Angoulême, Duc d'Alençon et d'Anjou (1555–1584)               |                | Touchstones Rochdale                                                                 | Touchstones Rochdale                              | retrato                               |             |
|        | Mary, Queen of Scots (1542–1587)                                                         |                | Residência Abbotsford                                                                | Residência Abbotsford                             | retrato                               |             |
|        | Herbert Westphaling (1533–1602)                                                          |                | Jesus College                                                                        | Jesus College                                     | retrato                               |             |
|        | Mary, Queen of Scots (1542–1587)                                                         |                | Campion Hall                                                                         | Campion Hall                                      | retrato                               |             |
|        | François de Scepeaux                                                                     |                | Musée des Beaux-Arts et d'Archéologie de Besançon                                    | Musée des Beaux-Arts et d'Archéologie de Besançon | retrato                               |             |
|        | Portrait of a Lady, Diane de Poitiers                                                    |                | Newport Restoration Foundation Rough Point                                           | Rough Point                                       | retrato                               |             |

∑ 93 items.